# Oasis (2002)
Oasis (Hangeul: 오아시스) ist ein südkoreanischer Spielfilm aus dem Jahr 2002. Regie führte Lee Chang-dong, der auch das Drehbuch verfasste.

## Handlung
Jong-du, ein frisch entlassener Sträfling, der unter Alkoholeinfluss einen Mann totfuhr und dafür zweieinhalb Jahre im Gefängnis gesessen hat, ist stark begriffsstutzig. Er verliebt sich in die an Kinderlähmung leidende und kaum kommunikationsfähige Gong-ju, die ausgebeutete und vernachlässigte Tochter des Getöteten.
Der Film schildert nicht nur die Beziehung der beiden, sondern auch wie ihre Liebe von ihrer Umwelt behandelt wird.

## Rezeption
Der Film kam am 9. August 2002 in die südkoreanischen Kinos. Daraufhin wurde er auf zahlreichen Festivals weltweit gezeigt, unter anderem am 9. September 2002 im Wettbewerb der Internationalen Filmfestspiele von Venedig.
Der Großteil der Kritiker nahm Oasis positiv auf. Der US-amerikanische Kritiker Roger Ebert schrieb in der Chicago Sun-Times vom 27. August 2004: „Ein mutiger Film darin, dass er zwei Menschen zeigt, die jegliche Beziehung als unmöglich erachten, aber doch einen Weg finden, dass ihre funktioniert.“ ARTE bezeichnete den Film als „märchenhaft-realistisches Drama“ und meinte: „Lee Chang-dong erzählt eine ungewöhnliche, traumhafte und doch gleichzeitig sehr realistische Liebesgeschichte, die nicht nur wegen ihrer Intensität an eine asiatische Version von Leos Carax LES AMANTS DU PONT NEUF erinnert.“

## Auszeichnungen
Der Film erhielt bei den Internationalen Filmfestspielen von Venedig 2002, wo er für den Goldenen Löwen nominiert war, den FIPRESCI-Preis, den SIGNIS-Preis, den Preis für eine besondere Regieleistung sowie Moon So-ri den Marcello-Mastroianni-Preis. Auf dem Vancouver International Film Festival 2002 gewann Lee Chang-dong den Chief Dan George Humanitarian Award, auf dem Bergen International Film Festival den Jury-Preis als besondere Erwähnung, auf dem Castellinaria International Festival of Young Cinema die Three Castles, auf dem Gardanne Film Festival den Publikumspreis und auf dem Seattle International Film Festival die beiden Darsteller-Preise.
Bei den Baek Sang Art Awards 2003 gewann der Film in der Kategorie Beste Regie. Bei den Independent Spirit Awards 2005 war Oasis als Bester ausländischer Film nominiert, musste sich aber Alejandro Amenábars Das Meer in mir geschlagen geben.